# Іж Планета Спорт

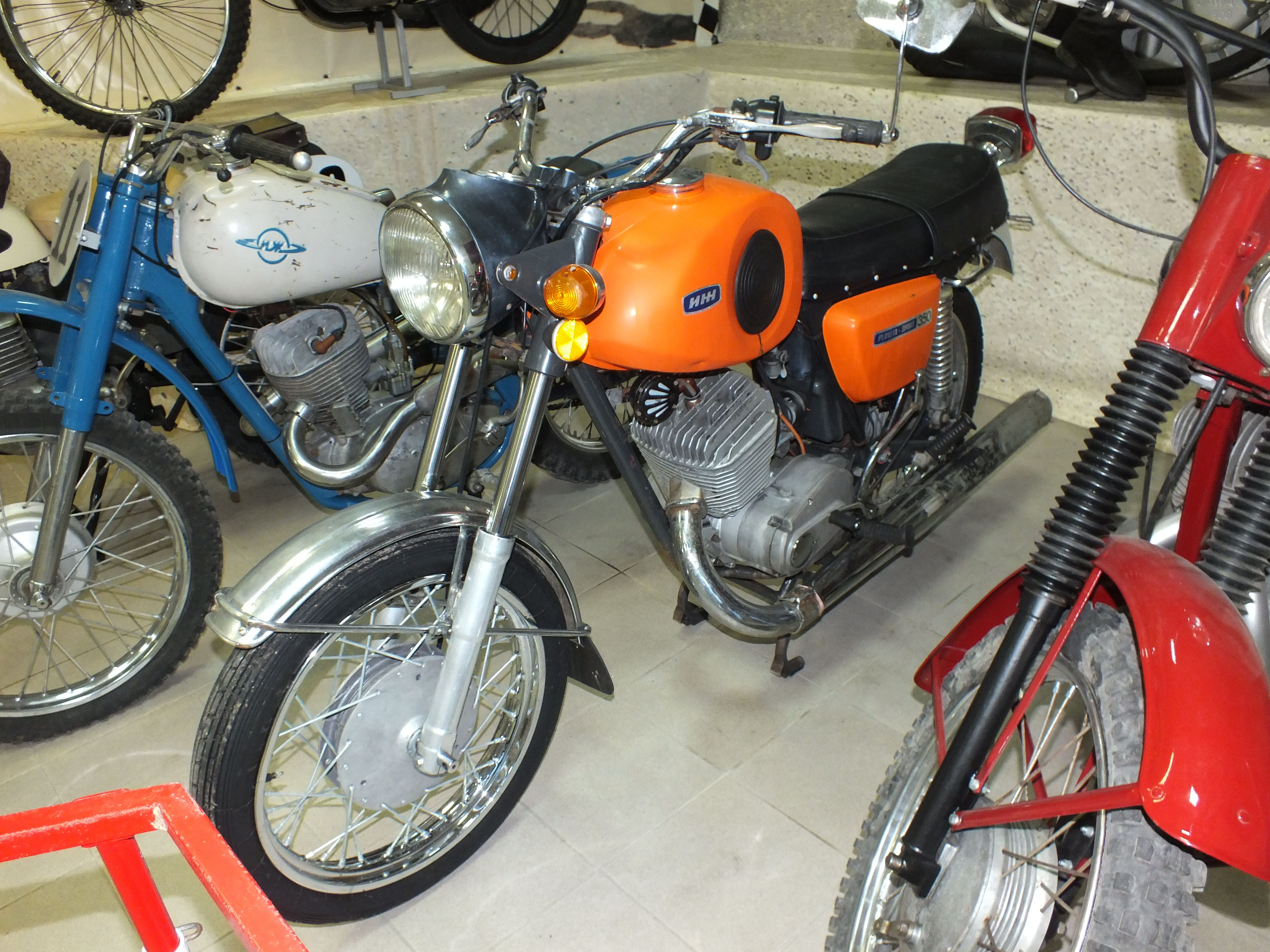
Іж Планета Спорт

Іж Планета Спорт - дорожній мотоцикл середнього класу, призначений для туристичних і спортивних поїздок по дорогах з різним покриттям  поодинці або з пасажиром. Випускався Іжевський мотозавод з 1973 по 1984 рік.

## Історія
У 1973 році Іжевський завод здивував радянських мотоциклістів першим серійним спортивним мотоциклом «Іж Планета Спорт». Мотоцикл був дуже несхожим на побратимів як зовні, так і по конструкції. Зовні Іж-ПС був дуже схожий на японські мотоцикли середини 1960-х років (наприклад Suzuki T250 Super Six 1966 року народження, Yamaha 350R5 1970 року народження, Kawasaki A1 Samurai 1966 року). Завдяки високому технічному рівню конструкції і якості виготовлення «Іж Планета Спорт» експортувалися в багато країн світу особливо популярні вони були Великій Британії, Нідерландах та Фінляндії, де успішно конкурували з «Явами» і мотоциклами CZ.
У момент початку випуску мотоцикл коштував близько 1050 рублів, наступні партії стали продаватися по 1000 рублів. Мотоцикл протримався на конвеєрі до 1984 року, після чого був знятий з виробництва. Серед радянських мотоциклістів найбільш високо цінувалися «Іж ПС» перших років випуску, які коштували дорого навіть в десятирічному віці.

## Конструкція
Технічна «начинка» (за винятком дрібниць) була повністю оригінальною.
Вперше в СРСР була застосована система роздільного змащення двигуна власної розробки (ІЖ-МАМИ), хоча перші 500 мотоциклів з роздільним змащенням були випущені в 1974 році, цю партію реалізували тільки в 1975 році. Роздільну систему змащення встановлювали аж до кінця випуску «Іж ПС», з 1976 року такий двигун  можна було відрізнити по додатковій букві «М» в номері. Єдине, що після 1980 року їх загальна кількість знизилась і основна маса поставлялася на експорт. Двигун робочим об'ємом 340 см³ (діаметр поршня - 76 мм, хід - 75 мм), оснащувався японським карбюратором Микуни, що дозволяло йому розвивати 32 к.с. при 6 700 об/хв. Таким чином, «одинак» з сухою масою 135 кг володіла питомою потужністю 237 к.с./т (шалено популярна в СРСР Jawa 350/634 володіла питомою потужністю 141 к.с./т). Завдяки цьому мотоцикл мав високі динамічні показники: час розгону до 100 км/год не перевищувало 11 секунд. Двигун був закріплений в рамі за допомогою гумових подушок - технічне нововведення того періоду. Перші роки мотоцикли оснащувалися японським електроустаткуванням і оптикою західно-німецької фірми «Hella», завдяки чому вперше на радянському мотоциклі були виконані вимоги ЄЕК ООН з світлотехніки. Переднє колесо відрізнялося розміром 3,0 × 19.
Ранні "Іж Планета Спорт" можна відрізнити по кріпленню двигуна на гумових подушках, заднього ліхтаря, амортизаторам (були стакани з нержавійки), були відбивачі на вухах фари. У 1975 році головка циліндра змінила ребра з «Ж-подібної» форми на звичайну, змінена форма камери згоряння з "жокейська шапка" на "сфера в сфері", в 1978 році встановлено електрообладнання і спідометр радянського виробництва, збільшений діаметр спиць. Всупереч поширеній думці, потужність пізніх ПС (за даними інструкції з експлуатації 1983 року) знизилася до 28 к.с. не через новий карбюратор К62М, а через зменшення ступеня стиснення на догоду ресурсу і стійкості до детонації.